# Distribució de Poisson composta
En teoria de la probabilitat, una distribució de Poisson composta és la distribució de probabilitat de la suma d'un nombre de variables aleatòries independents distribuïdes de manera idèntica, on el nombre de termes que cal afegir és una variable distribuïda per Poisson. El resultat pot ser una distribució contínua o discreta.

## Definició
Suposem que
{\displaystyle N\thickapprox Poisson(\lambda )}
és a dir, N és una variable aleatòria la distribució de la qual és una distribució de Poisson amb valor esperat λ, i això

{\displaystyle X_{1},X_{2},X_{3},\dots }
són variables aleatòries distribuïdes de manera idèntica que són mútuament independents i també independents de N . Aleshores, la distribució de probabilitat de la suma de {\displaystyle N} iid variables aleatòries
{\displaystyle Y=\sum _{n=1}^{N}X_{n}}
és una distribució composta de Poisson.
En el cas N=0, aquesta és una suma de 0 termes, de manera que el valor de Y és 0. Per tant, la distribució condicional de Y donat que N=0 és una distribució degenerada.
La distribució de Poisson composta s'obté marginant la distribució conjunta de (Y, N) sobre N, i aquesta distribució conjunta es pot obtenir combinant la distribució condicional Y|N amb la distribució marginal de N.

## Aplicacions
Revfeim va utilitzar una distribució de Poisson composta, en la qual els sumands tenen una distribució exponencial, per modelar la distribució de la pluja total en un dia, on cada dia conté un nombre d'esdeveniments distribuïts per Poisson, cadascun dels quals proporciona una quantitat de pluja que té una distribució exponencial. Thompson va aplicar el mateix model a les precipitacions totals mensuals.
Hi ha hagut sol·licituds per a reclamacions d'assegurances i tomografia computada de raigs X.